# Alfred Johannes Abonné
Alfred Johannes Abonné, ook geschreven als Abone en Aboné, (1915-1980?) was een Surinaams marronleider. Hij was van 1950 tot 1980 tot  granman van de Matawai.

## Biografie
Abonné werd op 20 april 1950 als granman van de Matawai in de receptiezaal van het Gouverneurspaleis geïnstalleerd door gouverneur Jan Klaasesz. De plechtigheid werd bijgewoond door een groot aantal hoogwaardigheidsbekleders, zijn twaalf kapiteins, moeder en vrouw, en geïnsteresseerde stamleden die door de ramen naar binnen keken. Hiermee volgde hij zijn neef Asaf Kine op. De aanwezigheid van Abonné werd breed uitgemeten in de pers, met een bericht over zijn aankomst per trein op 8 april, zijn bezoek aan de dienst in de Noorderstadskerk van de Evangelische Broedergemeente in de Gravenstraat waar hij vroeg om zijn zegening als granman op 22 april en zijn bezoek op 24 april aan de districtscommissaris in Groningen, Ed de la Fuente.
In 1959 werd een grote krutu (vergadering) gehouden met het bezoek van de districtscommissarissen J. Parabiersing (Saramacca) en J. van Petten (Suriname) waarin de aanleg van een stuwmeer in de Boven-Saramacca werd besproken en door de Matawai werd goedgekeurd. Deze is er in de praktijk uiteindelijk niet gekomen.
Toen prinses Beatrix het dorp Kabelstation in 1958 bezocht, zorgde de granman voor een spectaculair programma. In 1960 kwam er een delegatie van de Staten van Suriname bij hem op bezoek. Dat jaar brachten hij en gouverneur Jan van Tilburg elkaar een wederzijds bezoek. In 1970 bracht hij een bezoek aan Nederland, samen met de granmans Gazon Matodja van de Aukaners, Agbago Aboikoni van de Saramaccaners en Cornelis Zacharia Forster van de Paramaccaners. Met Aboikoni maakte hij in 1973 afspraken over hun onderlinge grenzen. Hij bleef actief tot het eind van de jaren 1970 en overleed in circa 1980.

## Erkenning
In Paramaribo is de Abonestraat naar hem vernoemd.